# Leszek Zdek
Leszek Zdek (ur. 18 maja 1923, zm. 11 grudnia 2018) – polski architekt.

## Życie i działalność
Był między innymi współautorem wraz z Adamem Tyczkowski, Marianem Barskim i Krystyną Postawką-Barską gmachu Katedry Epizootiologii i Administracji Weterynaryjnej z Kliniką Wyższej Szkoły Rolniczej (obecnie Uniwersytet Przyrodniczy we Wrocławiu) przy pl. Grunwaldzkim we Wrocławiu oraz wraz z Erhardem Klozą budynku mieszkalnego przy ul. Pomorskiej 4-8 we Wrocławiu. Zaprojektował też charakterystyczny wrocławski Mrówkowiec przy ul. Drukarskiej 31-47, a także budynki Domu Studenckiego „Hades” i Domu Studenckiego „Tower” oraz stołówkę Politechniki Wrocławskiej. 